# Gesundheitssoziologie
Gesundheitssoziologie ist ein Teilgebiet der Soziologie und hat Schnittstellen mit der Medizinsoziologie. Sie beschäftigt sich mit dem Zusammenhang von sozialer Lage und Gesundheit, mit den Determinanten des Gesundheitshandelns und mit den Strukturen des Gesundheitssystems.

## Schwerpunkte
Ein Schwerpunkt der Gesundheitssoziologie ist die empirische Untersuchung und theoretische Erklärung von ungleicher Verteilung von Gesundheitschancen verschiedener sozialer Milieus. Der Zusammenhang von gesundheitlicher und sozialer Ungleichheit steht dabei im Zentrum.

## Geschichte des Faches
Die Gesundheitssoziologie als eigenständige spezielle Soziologie entstand in den 1980er Jahren aus der Medizinsoziologie und parallel mit dem Ausbau der Gesundheitswissenschaften in Deutschland. Diese Entwicklung steht im Zusammenhang mit der stärkeren Betonung von Gesundheit und Gesundheitsförderung als Ziel aller Politikbereiche in der Ottawa-Charta der Weltgesundheitsorganisation (WHO) und der wissenschaftlichen Rückbesinnung auf Public Health in Deutschland sowie dem Wiederanknüpfen an die Traditionen der Sozialmedizin von vor dem Zweiten Weltkrieg. Gefördert wurde diese Entwicklung durch die Finanzierung von Forschungsverbünden durch das Bundesministerium für Forschung und Technologie.
Der Zusammenhang von sozialer Lage und Gesundheit hat Forscher bereits zu Zeiten der industriellen Revolution beschäftigt. Die unterschiedlichen Lebensbedingungen der sozialen Klassen beschäftigten auch Mediziner wie Rudolf Virchow. So führte Virchow 1847 eine Untersuchung über die ausgebrochene Typhusepidemie in Oberschlesien durch und stellte fest, dass „die geistige und materielle Verarmung, in der man [das Volk] hatte versinken lassen“, verantwortlich sei für eine höhere Krankheitsanfälligkeit. Eine Untersuchung von Friedrich Engels zur Lage der arbeitenden Klasse in England gilt als eine der frühen medizinsoziologischen Studien.
Sozialhygiene und Sozialmedizin erlebten bis zum Ersten Weltkrieg ihre Blütezeit, auch wenn man sich nicht über einen einheitlichen Begriff für die neue Forschungsrichtung einigen konnte (Soziale Ätiologie, Soziale Medizin, Soziale Hygiene als auch Soziale Pathologie wurden diskutiert). Der deutsche Mediziner Alfred Grotjahn bezog mit seinem Werk Soziale Pathologie neben Infektionskrankheiten auch andere Krankheiten und Risikofaktoren ein. Gustav Tugendreich und Max Mosse bündelten in ihrem Sammelband Krankheit und soziale Lage insgesamt zwanzig Studien verschiedener Ärzte und Soziologen zu sozialen Ursachen und zur sozialen Behandlung von Krankheiten und machten der Politik damit Vorschläge zur Verminderung schichtspezifischer Unterschiede.
In der Nachkriegszeit entwickelte sich zunächst eine am Soziologen Talcott Parsons orientierte Medizinsoziologie, dessen Ausarbeitung seiner Systemtheorie am Beispiel des Arzt-Patienten-Verhältnis' in seinem Buch The Social System als Geburtsstunde dieser speziellen Soziologie gilt. René König und Margret Tönnesmann veröffentlichten neben anderen Beiträgen aus der Konferenz zu den Problemen der Medizinsoziologie die deutsche Übersetzung dieses Kapitels 1958 in einem Sonderband der Kölner Zeitschrift für Soziologie und Sozialpsychiatrie und in der Folge begann die Institutionalisierung der Medizinsoziologie. In den USA wurde 1960 eine Sektion Medizinsoziologie der American Sociological Association gegründet, in Deutschland wurde zunächst 1970 die Medizinische Soziologie innerhalb der Fächergruppe Psychosoziale Medizin Teil des Medizinstudiums. Die Deutsche Gesellschaft für Soziologie hat seit 1970 eine Sektion Medizinsoziologie, die sich 2000/2001 in Sektion Medizin- und Gesundheitssoziologie umbenannte. Seit 1972 besteht zudem die Deutsche Gesellschaft für Medizinische Soziologie, die derselben Forschungsagenda wie die Gesundheitssoziologie folgt.